# Angelo Porazzi
Angelo Porazzi (Ozzero, 25 agosto 1964) è un ex giocatore di football americano e autore di giochi italiano.
Pur lavorando prevalentemente come grafico pubblicitario è conosciuto soprattutto come autore e illustratore di libri e giochi da tavolo. Come sportivo ha vestito la maglia azzurra della nazionale italiana di ultimate frisbee con la quale partecipò ai campionati mondiali del 1988 a Lovanio in Belgio ed aver vestito la maglia di quarterback per i Pythons Milano, squadra di football americano, tra il 1984 e il 1987 con un pass rating di 126,5 nel 1986. La sua opera più conosciuta è Warangel, un universo fantasy con ora 120 razze guerriere, che crea e illustra dal 1986. Warangel è stato anche pubblicato come opera a fascicoli distribuita nelle edicole a partire dal 1996.

## Gli esordi
Nel 2000 Angelo Porazzi realizza la prima edizione in scatola del gioco Warangel, che viene premiata in quattro manifestazioni ludiche: Ludex 2000 (Bologna, Miglior Gioco da Tavolo Italiano), LuccaGames 2000 (Lucca, Miglior Gioco Italiano), MilanoGames-Dadi.Com 2000 (Milano, Miglior Wargame Fantasy) e AcquiComics 2001 (Acqui Terme, Miglior Gioco Autoprodotto).
Nel 2002, crea il gioco di carte Warangel Card Game, distribuito dalla filiale italiana di Hasbro. Lo stesso anno la Pigna realizza la "Linea Scuola Warangel" con le illustrazioni e il logo del gioco.
L'anno successivo pubblica PeaceBowl gioco da tavolo sponsorizzato dalla National Football League Italia e dalla Federazione Italiana American Football.
In quegli anni, inoltre, realizza i fumetti per la rivista SuperBowl, dedicata al football americano, ed illustra per la FIAF, così come per il CONI, De Agostini e per il Comune di Milano libri per animatori sportivi, W il Girotondo, I 100 giochi dell'Animatore Sportivo, Anziani in Movimento e molti altri.
Nel 2005 realizza TATATA! gioco di carte che viene tradotto in inglese e tedesco, e presentato alla Fiera di Essen, in Germania, la principale fiera sui gochi da tavolo.
L'anno successivo realizza WrestAngel, gioco di carte portatile come TATATA! e Warangel 10 Years Edition per celebrare i 10 anni di Warangel.
Nello stesso anno la Rose&Poison pubblica il suo primo libro Warangel I primi Ricordi.
Nel 2007 crea ed illustra LovePigs-Porcellini, dal 2010 "Porcellini" con il nuovo regolamento per bambini.
Dal 2008 è "Communicator and Distributor for Italian Luding Fairs" per Spielmaterial.de e collabora con "Ludica - Festival Italiano del Gioco e del Videogioco" dalla sua prima edizione.

## Attività nel mondo di gioco
Da diversi anni Angelo Porazzi è ospite di molte fiere ludiche dove coordina l'Area Autoproduzione nella quale vengono presentati autori, prototipi e i giochi autoprodotti realizzati in Italia. Area Autoproduzione collabora con LuccaGames, Ludica Milano e Roma, Play Modena e molte altre: nel 2010 sono state circa 30 manifestazioni con autori anche da Paesi Bassi, Spagna e Germania.
Sul web cura il proprio sito ufficiale dove raccoglie come in un album fotografico i photoreport di tutte le manifestazioni ludiche, scuole,  ludoteche che lo invitano e ospitano: Lucca Comics and Games, ModCon (ora Play Modena), Ludica (Milano), LudicaMente (Mantova), Essen, MilanoGames, Dadi.Com (Crema), GioCoMix, Cagliari, Ludicomix Empoli, San Marino Comics.
Il suo PhotoReport di Essen 2006 è stato pubblicato su SpielBoxOnline e Hall 9000, due dei siti ludici più letti in Germania.
A ModCon 2006, la più grande convention di giochi in Italia, organizzata dal Club TreEmme, riceve la targa: "Warangel 10 Years Edition" con la motivazione: «Ad Angelo Porazzi, con riconoscenza per il grande contributo alla diffusione della cultura del gioco».
Nel 2011 pubblica Assist gioco di carte di cui è illustratore e autore insieme con Marco Donadoni, realizzato in collaborazione con la belga Cartamundi e la tedesca Spielmaterial.
Nel 2012 crea ed illustra AstroNuts, gioco da tavolo per bambini e famiglie, prodotto dall'editore tedesco Mucke Spiele.
Nel 2014 nasce Assist Porcellini Cosplay il primo gioco di carte dedicato a più di 60 cosplayer da tutta Italia, realizzato in collaborazione con la Cartamundi.
Per la sua attività di coordinamento dell'area autoproduzione della Play di Modena riceve nel 2015 il "Premio alla Carriera - 15 anni con il Club TreEmme".
Nel 2017 presenta a Romics il libro I primi ricordi - 20 Anni con WarAngel che festeggia i vent'anni di continua creazione e sviluppo di Warangel
Ospite d'onore a Firenze Comics 2019 presenta Warangel Cosplay un nuovo gioco di carte, illustrate su una faccia con foto di cosplayer e sull'altro con un'illustrazione di Porazzi. Oltre 90 cosplayer italiani hanno partecipato indossando costumi ispirati alle razze di Warangel
Nel 2021 è ospite d'onore a San Marino Comics dove presenta il libro The First Memories - 25 Years with WarAngel.
Riceve il suo secondo "Premio alla Carriera" a Padova Comix - Tuttinfiera Padova nel 2021, per il 25º Anniversario di Warangel.
Nel 2022 è ospite a Romics dove presenta il libro scritto e illustrato da lui: Storie di un Angelo (e di altri Angeli) che racconta la sua vita familiare e professionale.
Nel 2023 è ospite a Romics dove presenta il suo nuovo libro "La Volontà di Essere un Angelo" dove descrive i collegamenti, contatti tra persone per "essere angeli" gli uni per gli altri.
Nel 2024 è ospite a Umbriacon dove presenta il libro "il Viaggio dell'Angelo", scritto, illustrato e fotografato da lui. Racconta  il suo viaggio in Terra Santa, rivelatore di tante connessioni con i libri precedenti..

## Riconoscimenti perWarangel
- Miglior Gioco da Tavolo Italiano al Ludex 2000, Bologna
- Miglior Gioco Italiano al LuccaGames del 2000[12]
- Miglior Wargame Fantasy al MilanoGames 2000
- Miglior Gioco Autoprodotto all'AcquiComics 2001
- Premio alla carriera 15 anni con il Club TreEmme a Play 2015[2]
- Premio alla Carriera a Padova Comix - Tuttinfiera Padova 2021 per il 25º Anniversario di Warangel[8]